# Le Grand Vaisseau
Le Grand Vaisseau (titre original : Marrow) est un roman de science-fiction de l'écrivain américain Robert Reed publié aux États-Unis en l'an 2000 et en France en 2006. Il comporte une suite, Un puits dans les étoiles, publié en 2007

## Résumé
Venu du fin fond de l'espace, un énorme vaisseau à la dérive s'approche de la Voie lactée. Par pure chance, les humains sont les premiers à le repérer. Ils s'y installent et défendent alors farouchement leur trouvaille contre la convoitise des autres races extraterrestres.

De la taille d'une planète jovienne, le Grand vaisseau est vieux de plusieurs milliards d'années. Personne ne sait d'où il vient ni qui l'a construit. Peut être est-il aussi ancien que l'univers lui-même ?
Les humains l'aménagent en paquebot de luxe et organisent grâce à lui des croisières lucratives autour de la galaxie. À son bord, montent les représentants de multiples races extraterrestres qui prennent place dans les gigantesques soutes du vaisseau spécialement conçues pour les accueillir.
En ce lointain futur, les humains ont acquis l'immortalité et l'équipage du vaisseau accomplit sans difficultés les longs voyages qui durent plusieurs milliers d'années. Ils pensent bien connaître leur vaisseau jusqu'au jour où se révèle une salle secrète contenant une planète entourée d'une atmosphère. La commandante du navire organise alors une mission d'exploration constituée de ses meilleurs capitaines. Mais un accident survient et ceux-ci se retrouvent naufragés. Isolés sur une planète à l'intérieur du Vaisseau mais déconnectée de celui-ci, ils n'ont comme solution que de patienter les quelques milliers d'années nécessaires au développement d'une civilisation évoluée leur permettant d'élaborer les moyens de s'échapper.

## Précédents
Robert Reed avait antérieurement écrit plusieurs nouvelles dont les thèmes ont servi d'inspiration pour ce roman : The Remoras en 1994 d'où est tirée l'idée d'une population d'ingénieurs adaptée à l'espace et chargée d'entretenir la coque du vaisseau ; Chrysalis en 1996 et Marrow en 1997 d'où est issu le thème principal du roman.

## Critiques
Selon Gérard Klein : « Pour ce qui est de Marrow (2000), je dois avouer avoir été surpris par la sécheresse de l’intrigue et l’inhumanité, surprenante sous la plume de cet auteur, de personnages qui, à force d’être pratiquement immortels, en deviennent des abstractions. »

## Éditions françaises
- Le Grand Vaisseau, Bragelonne, 25 mai 2006, trad. Michel Demuth, couverture Stephan Martinière, 412 p.  (ISBN 2-915549-68-0)
- Le Grand Vaisseau, Le Livre de poche, coll. « SF » no 33337, 23 avril 2014, trad. Michel Demuth, couverture Stephan Martinière, 648 p.  (ISBN 978-2-253-19502-3)